# Effetto von Restorff
L'effetto von Restorff, noto anche come "effetto di isolamento", prevede che quando vengono presentati più stimoli omogenei, lo stimolo che differisce dal resto ha la più alta probabilità di venire ricordato.

## Teoria
La teoria venne formulata dalla psichiatra e pediatra tedesca Hedwig von Restorff (1906-1962), che, in uno studio del 1933, scoprì che quando ai partecipanti veniva presentata una lista di oggetti categoricamente simili con un elemento distintivo e isolato nella lista, il ricordo dell'elemento isolato migliorava notevolmente.
Lo studio ha evidenziato il paradigma dell'isolamento, che fa riferimento a una caratteristica distintiva di un elemento in una lista, che lo porta a differenziarsi dagli altri per una dimensione. Tale distinzione, che porta all'effetto von Restorff, può essere generata modificando in qualche modo la significatività o la natura fisica dello stimolo, come dimensioni, forma, colore, spaziatura e sottolineatura.

## Esempi
- Se una persona esamina una lista della spesa in cui un oggetto è stato evidenziato in verde chiaro, sarà più probabile che ricordi l'oggetto evidenziato rispetto a uno qualsiasi degli altri
- Nell'elenco di parole "scrivania, sedia, letto, tavolo, scoiattolo, sgabello, divano", la parola "scoiattolo" verrà ricordata maggiormente, visto che spicca rispetto alle altre parole nel suo significato.